# Acétolactone
L'acétolactone ou α-acétolactone est un composé organique de formule brute C2H2O2. Elle est le plus petit membre des lactones et peut être aussi décrite comme l'époxyde du cétène. Ce composé a été décrit en 1997 comme une espèce transitoire dans des expériences de spectrométrie de masse.
Bien que l'acétolactone n'ait pas été elle-même isolée en quantité, le composé apparenté bis(triflurométhyl)acétolactone, (CF3)2C2O2 qui est stabilisée par les deux groupes trifluorométhyle, est connu et a une demi-vie de 8 h à 25 °C. Ce composé est préparé par photolyse du peroxyde de bis(triflurométhyl)malonyle.